# Trofeu Ria de Marín
El Trofeu Ria de Marín és una cursa ciclista femenina d'un dia que es disputa a Marín a Galícia. Creada al 2015, és puntuable per la Copa d'Espanya de ciclisme.

## Palmarès
| Any  | Vencedora      | Segona           | Tercera           |
| ---- | -------------- | ---------------- | ----------------- |
| 2015 | Eider Merino   | Belén López      | Cristina Martínez |
| 2016 | Mavi García    | Lorena Llamas    | Eider Merino      |
| 2017 | Lierni Lekuona | Lourdes Oyarbide | Alba Teruel       |